# Lewiston (Kalifornia)
Lewiston – jednostka osadnicza w Stanach Zjednoczonych, w stanie Kalifornia, w hrabstwie Trinity.